# Ямпольская волость (Изюмский уезд)
Ямпольская во́лость — историческая административно-территориальная единица Изюмского уезда Харьковской губернии с волостным правлением в слободе Ямполь.
По состоянию на 1885 год состояла из 10 поселений, 4 сельских общины. Население — 5914 человек (2963 человек мужского пола и 2951 — женского), 960 дворовых хозяйств.
|                       | Площадь | В т.ч. пахотной |
| --------------------- | ------- | --------------- |
| Сельских общин        | 8121    | 6383            |
| Частной собственности | 596     | 50              |
| Другой собственности  | 5192    | 36              |
| В целом               | 13909   | 6469            |

Основные поселения волости:
- Ямполь - бывшая государственная слобода при озере Подпесочном в 65 верстах от уездного города Изюма. В слободе волостное правление, 366 дворов, 2322 жителя, православная церковь, 2 лавки, 4 ярмарки.
- Закотное - бывшая государственная деревня при реке Северский Донец, 141 двор, 813 жителей.
- Кривая Лука - бывшая государственная слобода при реке Северский Донец. В слободе 269 дворов, 1644 жителя, православная церковь.

Храмы волости:
- Николаевская церковь в слободе Ямполь.
- Троицкая церковь в слободе Кривая Лука.